# 竹田茂夫
竹田 茂夫（たけだ しげお、1949年 - ）は日本の経済学者。法政大学経済学部教授。専門は経済理論。妻は法政大学経済学部教授の原伸子。

## 来歴
東京都立西高等学校を経て、1972年早稲田大学政治経済学部卒業。一橋大学大学院経済学研究科修士課程修了後、1979年一橋大学大学院経済学研究科博士後期課程単位取得満期退学。指導教官は二階堂副包。1980年ベルリン自由大学助手。1981年ニューヨーク州立大学バッファロー校Ph.D.取得。1984年から法政大学経済学部助教授。1990年法政大学経済学部教授。

## 著書
- 資本論を理解する-マルクスの経済理論 (1990) 共著、法政大学出版局
- 信用と信頼の経済学-金融システムをどう変えるか (2001) NHKブックス(日本放送出版協会)
- 思想としての経済学-資本主義批判 (2001) 青土社
- ゲーム理論を読みとく (2004) ちくま新書(筑摩書房)
- 市場・国家・資本主義（2018）批評社